# Lloyd Parks
Lloyd Parks (Kingston, Jamajka, 26. svibnja 1948.) je bio reggae pjevač i basist.
Kasnih 1960-ih je svirao s grupom Invincibles (čiji članovi su bili Ansell Collins, Sly Dunbar i Ranchie McLean), prije nego što se udružio s Wentworthom Vernalom u sastav The Termites. Godine 1967. su snimili svoj prvi singl, Have Mercy Mr. Percy te onda album Do the Rocksteady za Studio One Coxsone Dodda. Nakon što su snimili Rub Up Push Up za etiketu Dampu, Parks i Vernal su se razišli.
Parks se nakratko prodružio sastavu The Techniques kao zamjena za Pata Kellyja. Među ostalim je snimio skladbe kao što je Say You Love Me, a onda je krenuo u samostalnu karijeru. Nešto poslije je pokrenuo i svoju diskografsku etiketu, Parks. Njegov drugi singl je bio klasik Slaving, pjesma o borbama radnog čovjeka. Kao samostalni umjetnik, snimio je nekoliko pjesama za Princea Tonyja Robinsona. Među njima su bile Trenchtown Girl i You Don't Care. Jedan od njegovih najboljih solo hitova su Officially, Mafia (obje iz 1974.), Girl In The Morning i Baby Hang Up The Phone (obje iz 1975.).
Parks je bio studijski basist. Svirao je kao pozadinski svirač brojnim reggae glazbenicima, među ostalim i Justinu Hindsu na etiketi Dukea Reida Treasure Isle.  Bio je članom Skin Flesh and Bones zajedno s Ansellom Collinsom na klavijaturama, Errol "Tarzan" Nelson na klavijaturama, Ranchie MacLean na gitari. Ovaj sastav je bio pozadinskim sviračima za Ala Browna u njegovom hitu Here I am Baby te brojnim drugim umjetnicima. Kad je sastav Skin Flesh and Bones počeo svirati za Channel One Studios, Parks je preimenovao u The Revolutionaries.  Parks je bio članom kućnog sastava Joea Gibbsa, The Professionals. Izvodili su hitove kao Up Town Top Ranking Althee & Donne. 1970-ih je godina bio pozadinskim glazbenikom za Dennisa Browna, The Abyssinianse, The Italse, The Gladiatorse, Culture i Princea Fara I. Godine 1974. je osnovao sastav We the People Band.

## Izabrani samostalni albumi
- Officially (1974., Attack)
- Girl In The Morning (1975., Trojan)
- Loving You (1976., Trojan)
- Jeans, Jeans (1985., Tad's)
- What More Can I Do (1983.)
- Still Officially Yours, The Collection 1970-2004 (2005., Parks Records)[1]

## Vanjske poveznice
- Roots Archives  Arhivirana inačica izvorne stranice od 26. svibnja 2011. (Wayback Machine) Pat Kelly